# Schwoich
Schwoich ist eine Gemeinde mit 2650 Einwohnern (Stand 1. Jänner 2024) im Bezirk Kufstein in Tirol (Österreich).

## Geografie
Schwoich liegt im Tiroler Unterland, fünf Kilometer südlich von Kufstein, auf einem Hochplateau rechts des Flusses Inn. Die Gemeindefläche erstreckt sich vom Innufer bis auf die Walleralm am Fuße des Wilden Kaisers sowie von der Locherer Kapelle bis zum „Häringer Wasserfall“. Die Größe der Gemeinde beträgt 18,79 Quadratkilometer, davon sind 57 Prozent bewaldet und 34 Prozent landwirtschaftliche Nutzfläche.

### Gemeindegliederung
Das Gemeindegebiet umfasst folgende Ortschaften: Dorf (mit Moosham) (Schwoich Dorf), Am Bach, Sonnendorf, Osterndorf („Letten“), Amberg, Höhe, Achrain, Habring, Egerbach.
Die Gemeinde liegt im Gerichtsbezirk Kufstein.
Die Gemeinde ist Mitglied des Tourismusverbandes Kufsteinerland.

### Nachbargemeinden
| Langkampfen | Kufstein                                    | Scheffau am Wilden Kaiser |
| Kirchbichl  | Kompassrose, die auf Nachbargemeinden zeigt | Söll                      |
|             | Bad Häring                                  |                           |

## Geschichte
Die Besiedelung des Gemeindegebietes begann Mitte des 6. Jahrhunderts. Der Name Schwoich wird erstmals in einer Traditionsnotiz von 1155/56 des hier begüterten Klosters Baumburg als „in loco qui dicitur Sevvevhen“ erwähnt. 1280 wurden die Bezeichnungen „Swiuch“ und „Schweng“ benutzt, was auf den moosigen Untergrund in Teilen des Ortes hinweist. Dieser ist auch Grund für das größte Vorkommen von Heidelbeeren, den sogenannten „Moosbeeren“, die Schwoich im Umland berühmt machten und machen.
Bereits 1841 wurde in der Gemeinde, im sogenannten „Russland“, von Franz Kink Zement gebrannt, das Wappen der Gemeinde unterstreicht dies mit einem Brennofen auf blauem Grund. Damit gilt Schwoich als Geburtsstätte der österreichischen Zementindustrie.

### Bevölkerungsentwicklung
| Schwoich: Einwohnerzahlen von 1869 bis 2024         | Schwoich: Einwohnerzahlen von 1869 bis 2024 | Schwoich: Einwohnerzahlen von 1869 bis 2024 | Schwoich: Einwohnerzahlen von 1869 bis 2024 | Schwoich: Einwohnerzahlen von 1869 bis 2024 |
| --------------------------------------------------- | ------------------------------------------- | ------------------------------------------- | ------------------------------------------- | ------------------------------------------- |
| Jahr                                                |                                             |                                             |                                             | Einwohner                                   |
| 1869                                                | 1869                                        |                                             | 665                                         | 665                                         |
| 1880                                                | 1880                                        |                                             | 798                                         | 798                                         |
| 1890                                                | 1890                                        |                                             | 860                                         | 860                                         |
| 1900                                                | 1900                                        |                                             | 933                                         | 933                                         |
| 1910                                                | 1910                                        |                                             | 918                                         | 918                                         |
| 1923                                                | 1923                                        |                                             | 948                                         | 948                                         |
| 1934                                                | 1934                                        |                                             | 971                                         | 971                                         |
| 1939                                                | 1939                                        |                                             | 950                                         | 950                                         |
| 1951                                                | 1951                                        |                                             | 1.060                                       | 1.060                                       |
| 1961                                                | 1961                                        |                                             | 1.147                                       | 1.147                                       |
| 1971                                                | 1971                                        |                                             | 1.419                                       | 1.419                                       |
| 1981                                                | 1981                                        |                                             | 1.768                                       | 1.768                                       |
| 1991                                                | 1991                                        |                                             | 1.991                                       | 1.991                                       |
| 2001                                                | 2001                                        |                                             | 2.209                                       | 2.209                                       |
| 2011                                                | 2011                                        |                                             | 2.294                                       | 2.294                                       |
| 2021                                                | 2021                                        |                                             | 2.555                                       | 2.555                                       |
| 2024                                                | 2024                                        |                                             | 2.650                                       | 2.650                                       |
| Quelle(n): Statistik Austria, Gebietsstand 1.1.2021 |                                             |                                             |                                             |                                             |

## Kultur und Sehenswürdigkeiten

### Bauwerke
- Katholische Pfarrkirche Schwoich hl. Ägidius: Die barocke Kirche mit einem mittelalterlichen Turm wurde 1975 beim Langhaus nach den Plänen von Clemens Holzmeister erweitert.
- Feldkapelle bei der Einschicht Örlach
- Freiluft-Zementmuseum: Am Ortseingang von Schwoich befinden sich zwei in den Jahren 1987/88 restaurierte Kalköfen, die an die Gründung des Schwoicher Zementwerkes erinnern.
- Kapelle im Weiler Waldschönau[4]
- Locherer Kapelle, die 1736 zur Erinnerung an die Blockade Kufsteins während des Spanischen Erbfolgekrieges (1701–1714) erbaut wurde.

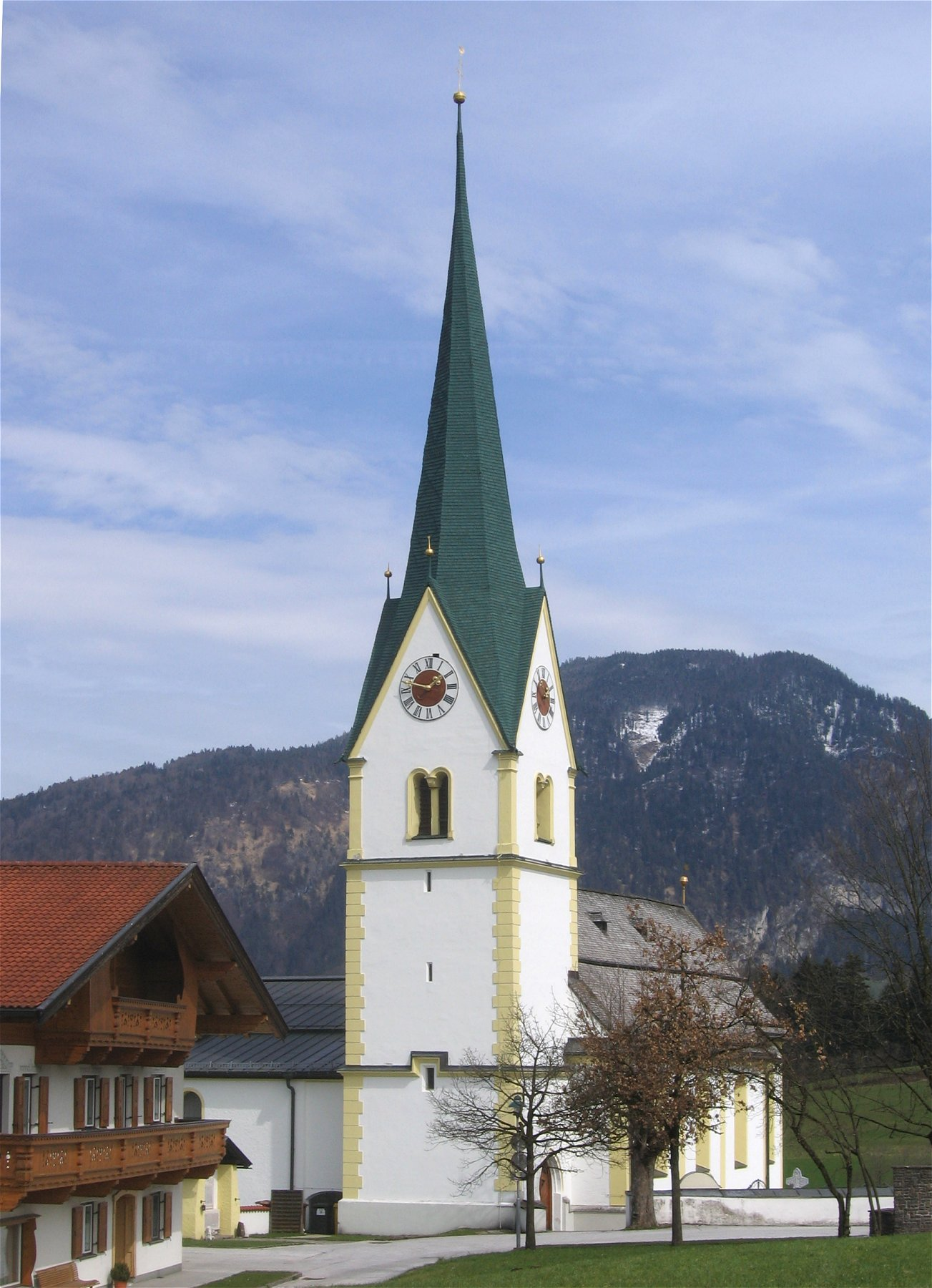
Pfarrkirche Schwoich
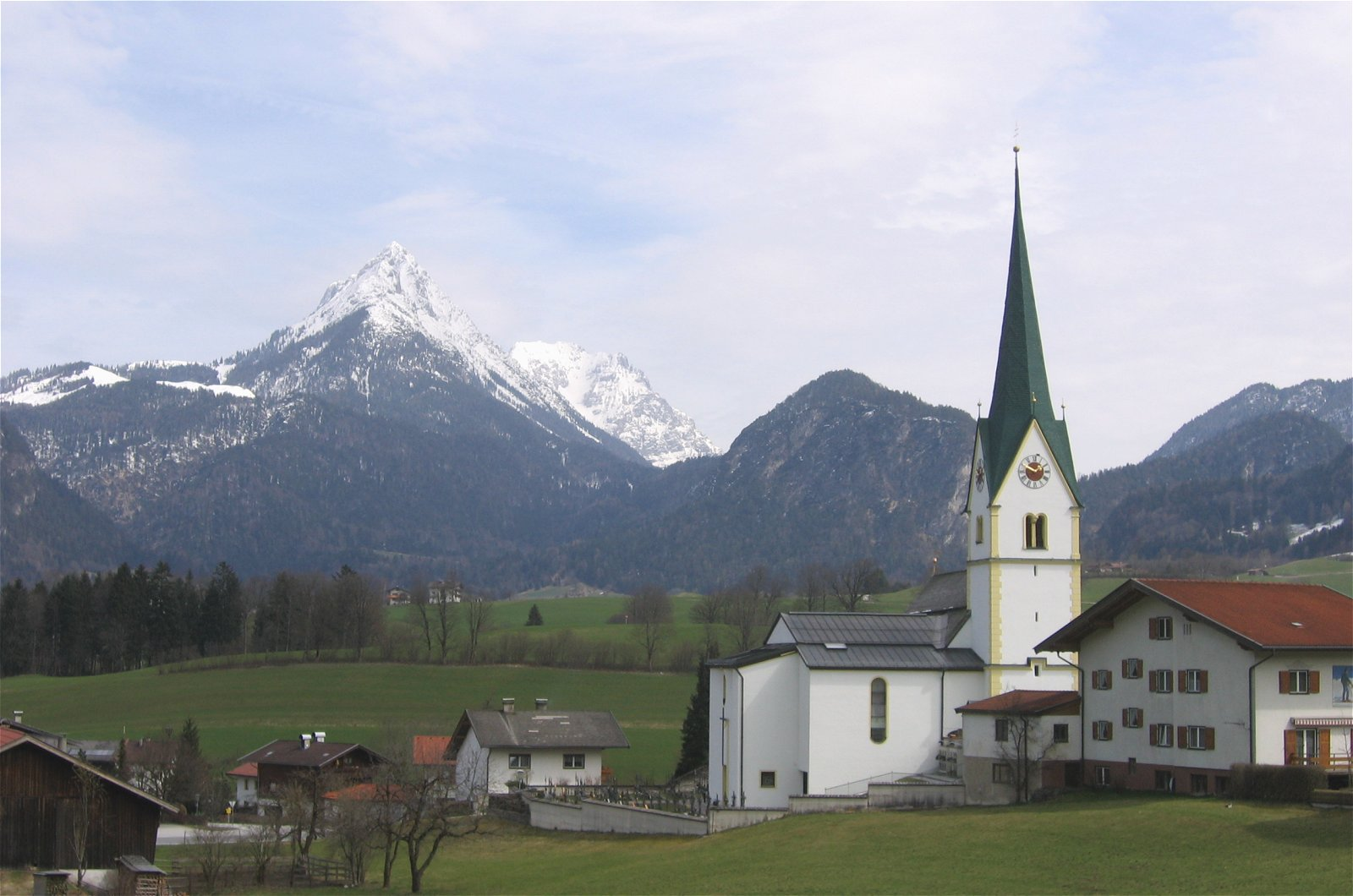
Pfarrkirche, Scheffauer im Hintergrund
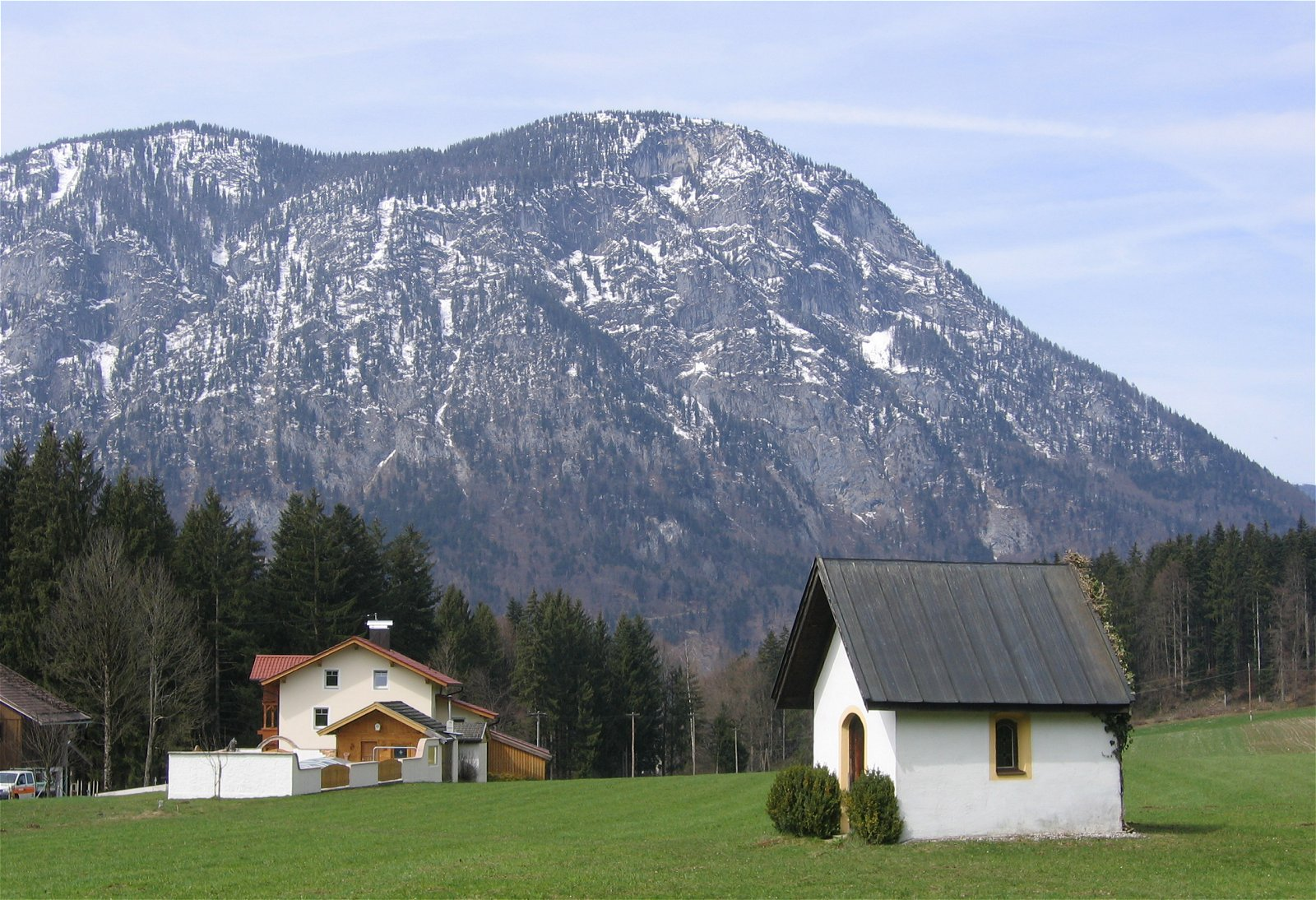
Blick auf den Pendling

### Musik
- Die Musikkapelle Schwoich zählt zurzeit 72 aktive Mitglieder. Im August 2007 feierte die Kapelle ihr 130-Jahr-Jubiläum.

### Sport
Bekannt ist das Erholungsdorf unter anderem auch für seine zahlreichen Sportmöglichkeiten. Neben Wandern und Bergsteigen kann man hier auch hervorragend Mountainbiken, Tennis und Fußball spielen, sowie im Bananensee (hinter den Tennisplätzen) schwimmen. Bekannt ist die Gemeinde jedoch vor allem für ihre Wintersportarten. So beherbergt Schwoich einen der besten Eisstockvereine Mitteleuropas und hat bereits viele Olympioniken in den Sportarten Langlauf, Biathlon und Rodeln hervorgebracht.
- Der lokale Fußballverein FC Schwoich spielt in der Landesliga Ost.
- Der lokale Tennisverein TC Schwoich spielt in der Landesliga.

## Wirtschaft und Infrastruktur
Die Gemeinde war ursprünglich landwirtschaftlich orientiert, heute ist Schwoich überwiegend eine Wohn- und Pendlergemeinde.

### Wirtschaftssektoren
Von den 64 landwirtschaftlichen Betrieben des Jahres 2010 waren 31 Haupterwerbsbauern. Diese bewirtschafteten siebzig Prozent der Flächen. Im Produktionssektor arbeiteten 229 Erwerbstätige im Bereich Herstellung von Waren und 168 im Baugewerbe. Die wichtigsten Arbeitgeber des Dienstleistungssektors waren die Bereiche Handel (78) und soziale und öffentliche Dienste (60 Mitarbeiter).
| Wirtschaftssektor            | Anzahl Betriebe | Anzahl Betriebe | Erwerbstätige | Erwerbstätige |
| Wirtschaftssektor            | 2011            | 2001            | 2011          | 2001          |
| ---------------------------- | --------------- | --------------- | ------------- | ------------- |
| Land- und Forstwirtschaft 1) | 064             | 70              | 068           | 044           |
| Produktion                   | 033             | 30              | 397           | 247           |
| Dienstleistung               | 111             | 60              | 258           | 195           |

1) Betriebe mit Fläche in den Jahren 2010 und 1999
| Im Jahr 2011 lebten 1178 Erwerbstätige in Schwoich. Davon arbeiteten 295 in der Gemeinde, drei Viertel pendelten aus. - Eisenbahn: Der Bahnhof Kufstein der Unterinntalbahn liegt rund acht Kilometer entfernt. - Straße: Die Inntal Autobahn A12 verläuft auf der gegenüberliegenden Innseite. Die Anschlussstelle Kufstein Süd ist wenige Kilometer nördlich des Gemeindegebietes. | Hier fehlt eine Grafik, die leider im Moment aus technischen Gründen nicht angezeigt werden kann. Wir arbeiten daran! |

## Politik

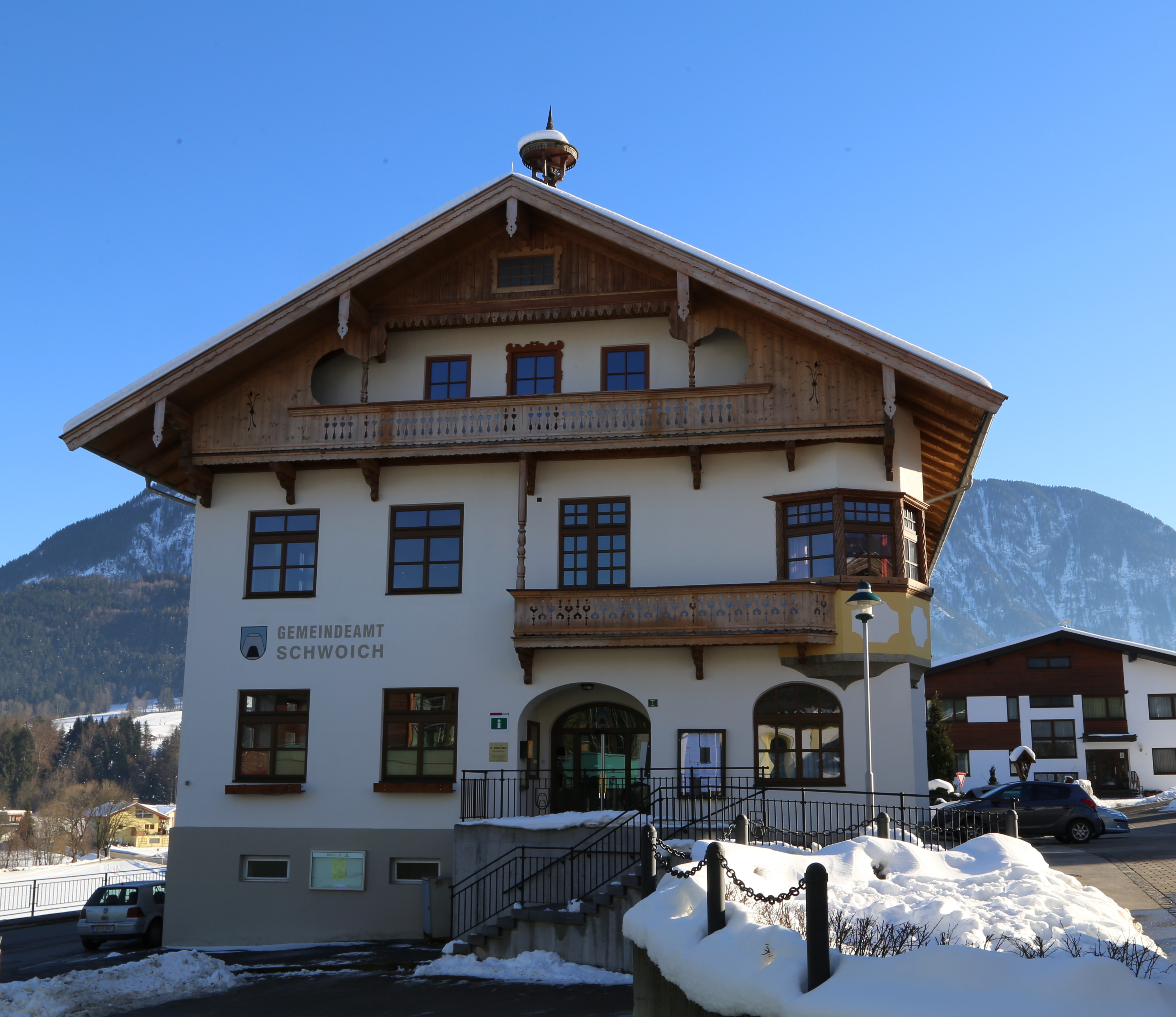
Gemeindeamt

### Gemeinderat
Die Gemeinderat hat 15 Mitglieder.
- Mit den Gemeinderats- und Bürgermeisterwahlen in Tirol 1998 hatte der Gemeinderat folgende Verteilung: 9 ÖVP, 3 SPÖ und 1 FPÖ.[11]
- Mit den Gemeinderats- und Bürgermeisterwahlen in Tirol 2004 hatte der Gemeinderat folgende Verteilung: 11 ÖVP und 4 SPÖ.[12]
- Mit den Gemeinderats- und Bürgermeisterwahlen in Tirol 2010 hatte der Gemeinderat folgende Verteilung: 11 ÖVP und 4 SPÖ.[13][14]
- Mit den Gemeinderats- und Bürgermeisterwahlen in Tirol 2016 hatte der Gemeinderat folgende Verteilung: 11 ÖVP und 4 SPÖ.[15]
- Mit den Gemeinderats- und Bürgermeisterwahlen in Tirol 2022 hat der Gemeinderat folgende Verteilung: 10 Gemeinsame Schwoicher Liste (GSL ÖVP), 3 Menschen Freiheit Grundrechte (MFG), 2 Miteinander für Schwoich (MFS).[16]

### Bürgermeister
- 19??–1989 Josef Thaler (ÖVP)
- 1989–2002 Max Ritzer (ÖVP)
- 2003–2020 Josef Dillersberger (ÖVP)
- seit 2020 Peter Payr (ÖVP)[17]

### Wappen
Der Gemeinde wurde 1966 folgendes Wappen verliehen: In Blau ein silbrener Zementofen.
Der Brennofen weist darauf hin, dass in Schwoich bereits seit 1841 Zement gebrannt wurde.

## Persönlichkeiten
Söhne und Töchter der Gemeinde
- Josef Bletzacher (1835–1895), Opernsänger
- Hans Ellmerer (1890–1969), Politiker (CSP)
- Reinhard Exenberger (* 1957), Schauspieler
- Franz Schuler (* 1962), Biathlet
- Maria Seissl (* 1959), Bibliothekarin
- Anton Lengauer-Stockner (* 1961), Biathlet

Personen mit Bezug zur Gemeinde
- Franz Kink (1790–1862), Pionier der Zementerzeugung

Ehrenbürger (Auswahl)
- Matthias Gumpold (vor 1900–1967), kath. Ortspfarrer
- Franz Hausberger, kath. Ortspfarrer